# Кастровьехо, Джонатан
Джонатан Кастровье́хо Николас (исп. Jonathan Castroviejo Nicolás; род. 27 апреля 1987, Гечо) — испанский профессиональный шоссейный велогонщик баскского происхождения, выступающий за команду Movistar Team.

## Карьера
Серьёзно заниматься велоспортом Джонатан начал в раннем возрасте, что способствовало тому, что уже в 2006 году он попал в юношескую команду Seguros Bilbao, во главе которой стоял Хавьер Агирече. За время выступления в составе этой команды Кастровьехо привлек внимание скаутов баскской профессиональной команды Euskaltel-Euskadi и уже в 2008 году подписал первый профессиональный контракт с дочерней командой Orbea. Там он проявил неожиданную для баскского гонщика специализацию — гонку на время. В 2008 году на чемпионате Испании юный гонщик показал одиннадцатый результаты, показав одно время с Хуаном Хосе Кобо и обойдя таких известных гонщиков как Карлос Састре и Эгой Мартинес. Год спустя на аналогичном старте Кастровьехо уже был шестым. Кроме этого он выиграл этап на Tour du Haut Anjou и на Тур де л'Авенир. На чемпионате мира в категории U23 испанец занял 13-е место, в менее чем двух минутах от будущего товарища по команде Ромена Сикара.
2010 год Джонатан начал уже в составе Euskaltel-Euskadi. Там он проехал несколько недельных гонок, лучшей из которых для него стал Тур Швейцарии, который он закончил 24-м. На чемпионате Испании в разделке Кастровьехо поднялся ещё на строчку вверх и стал пятым. В 2011 году баск одержал первую победу в составе Euskaltel-Euskadi. Накануне своего дня рождения он выиграл короткий пролог на Туре Романдии и на один день возглавил общий зачет гонки. Спустя две недели он выиграл разделку на Vuelta a la Comunidad de Madrid, но в общем зачете стал только третьим. На чемпионате страны в разделке Кастровьехо завоевал серебро, уступив только Луису Леону Санчесу. Этот результат позволил выступить ему в составе сборной на чемпионате мира в Копенгагене, где в гонке на время он занял 11-е место, став лучшим из испанцев.
В начале 2012 года Кастровьехо перешёл в другую испанскую профессиональную команду — Movistar Team. В весенней части сезона испанец показал ряд неплохих результатов — пятое место на Вуэльте Мурсии, седьмое на Вуэльте Кастильи и Леона, пятое на Vuelta a la Comunidad de Madrid, где он снова выиграл пролог. На чемпионате Испании он вновь остался вторым в индивидуальной гонке, и вновь он уступил Луису Леону Санчесу. В конце июля Джонатан принял участие в лондонской Олимпиаде. В групповой гонке он стал 26-м, а в индивидуальной девятым. После Олимпиады баск занял шестое место в общем зачете недельного Энеко Тура, а благодаря победе Movistar Team в командной гонке на первом этапе Вуэльты Кастровьехо на два дня стал лидером общего зачёта испанской многодневки.